# Synagoge (Strzegom)

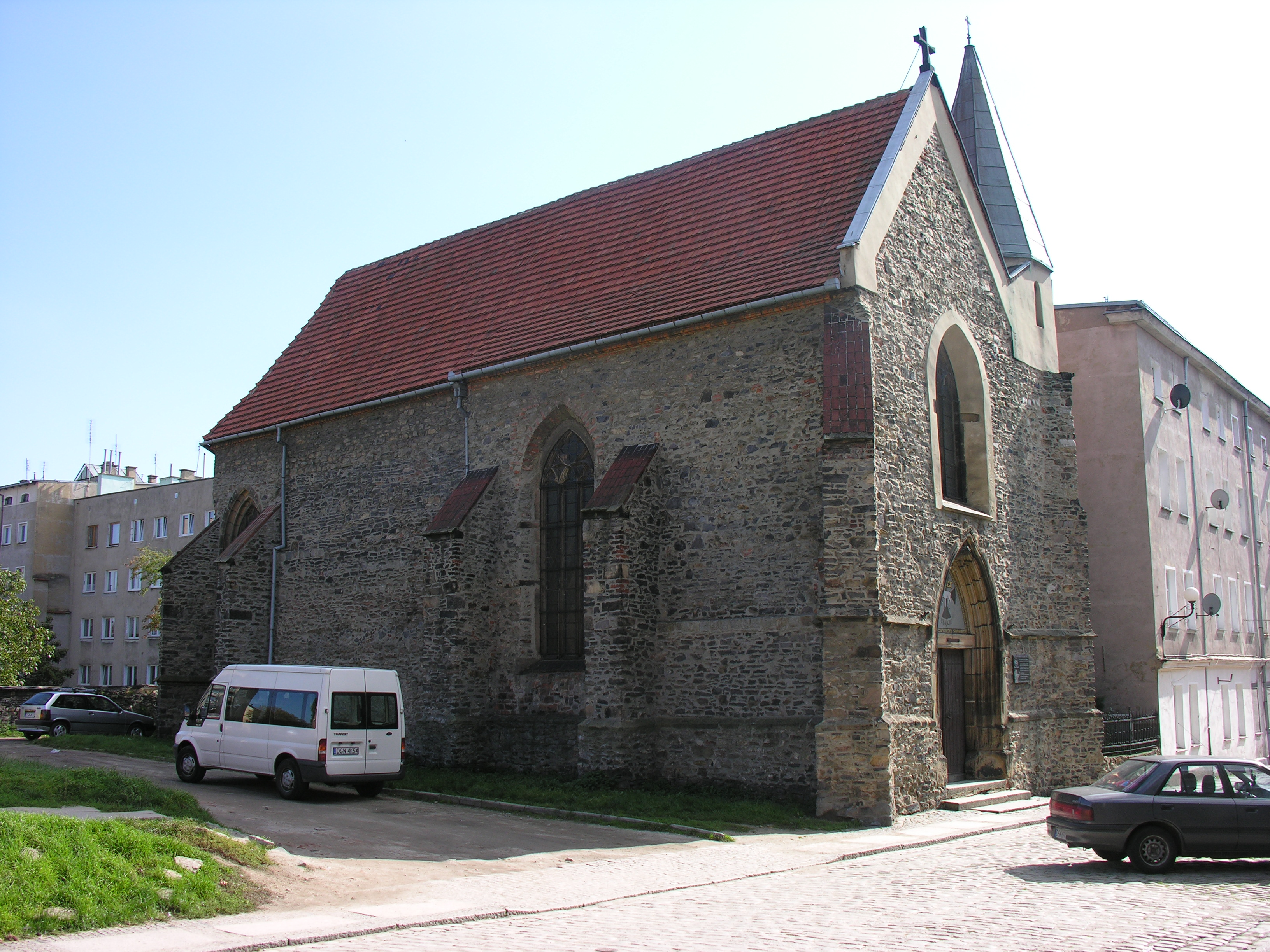
Ursprünglich Synagoge, jetzt katholische Kirche

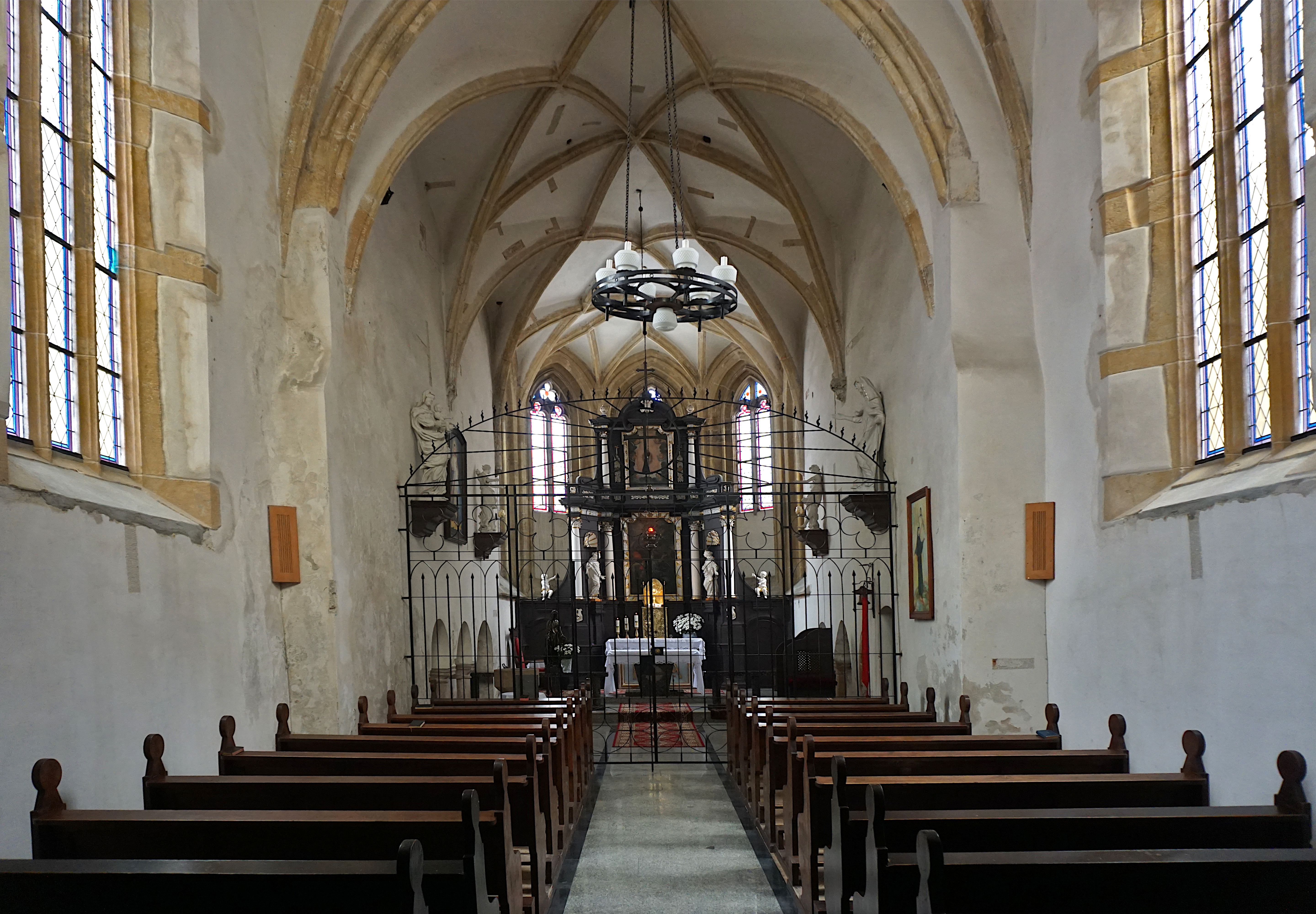
Innenraum der Kirche

Die Synagoge in Strzegom (deutsch Striegau) in der Woiwodschaft Niederschlesien in Polen, wurde im späten 14. Jahrhundert errichtet. Das Gebäude ist seit Mitte des 15. Jahrhunderts eine römisch-katholische Kirche.

## Beschreibung
Das genaue Baudatum ist nicht bekannt, war aber wahrscheinlich vor 1392. Die jüdische Bevölkerung wurde 1454 aus Striegau, das zum Herzogtum Schweidnitz gehörte, ausgewiesen und die Synagoge wurde in eine Kirche umgewandelt, die bis heute der hl. Barbara geweiht ist.
Sie wurde dann nach Osten hin erheblich erweitert. Dazu wurde auch die vorherige Ostwand mit dem Toraschrein abgerissen.
Eine umfangreiche Restaurierung wurde 1870 durchgeführt.
Ursprünglich hatte die Halle eine Größe von 6,45 × 8,80 m und war ohne Vorraum von der Tür im Westen zu betreten. Von der Synagoge sind noch drei Spitzbogenfenster erhalten; je eins an der Süd- und Nordwand zwischen Stützstreben sowie eins über der Eingangstür (ebenfalls mit gotischen Architekturmerkmalen).
Ein Turm an der Südwestecke ist vermutlich auch späteren Datums.
An dem hohen Giebeldach ist noch der Übergang von dem älteren Synagogenteil zu dem Neubau schwach zu erkennen.